# 彼得罗·圭拉
彼得罗·圭拉（義大利語：Pietro Guerra，1943年6月28日—），意大利男子自行车运动员。他曾代表意大利参加1964年夏季奥林匹克运动会自行车比赛，获得男子团体计时赛银牌。